# Bulinus crystallinus
Bulinus crystallinus é uma espécie de gastrópode da família Planorbidae.
Pode ser encontrada nos seguintes países: Angola e Gabão.